# Chaux-la-Lotière
Chaux-la-Lotière település Franciaországban, Haute-Saône megyében. Lakosainak száma 521 fő (2022. január 1.). Chaux-la-Lotière Montarlot-lès-Rioz, Boulot, Boult és Cordonnet községekkel határos.

## Népesség
A település népességének változása:
| Lakosok száma | 397  | 430  | 452  | 454  | 457  | 480  | 491  | 506  | 521  |
|               | 2013 | 2015 | 2016 | 2017 | 2018 | 2019 | 2020 | 2021 | 2022 |